# Sofia Falcone Gigante
Sofia Falcone Gigante è un personaggio dei fumetti ideato da Jeph Loeb e Tim Sale, apparso originariamente nella storia Batman: Il lungo Halloween, pubblicata tra il 1996 e il 1997.

## Biografia del personaggio

### Il lungo Halloween
Quando il killer "Festa" inizia ad eliminare i membri della famiglia Falcone, Carmine Falcone fa rilasciare sua figlia Sofia dal carcere per aiutarlo a scoprire l'identità del killer.
L'epilogo sembra rivelare che "Festa" sia Alberto Falcone, figlio di Carmine e fratello di Sofia. In seguito Carmine viene ucciso dal procuratore distrettuale di Gotham Harvey Dent, mentre Sofia cade dalla finestra della residenza della famiglia Falcone dopo essere stata attaccata da Catwoman.

### Vittoria oscura
Sofia, sopravvissuta alla caduta ma paralizzata, è il nuovo capo della famiglia Falcone. Nel frattempo un nuovo serial killer, noto come l'"Impiccato", sta eliminando diversi poliziotti di Gotham, tutti legati in qualche modo ad Harvey Dent.
Alla fine si scopre che il killer è proprio Sofia, che aveva solo finto di essere paralizzata dopo la caduta. Sofia cerca di uccidere Due Facce ma viene fermata da Batman; durante lo scontro tra i due, Due Facce le spara in testa.

## Altri media

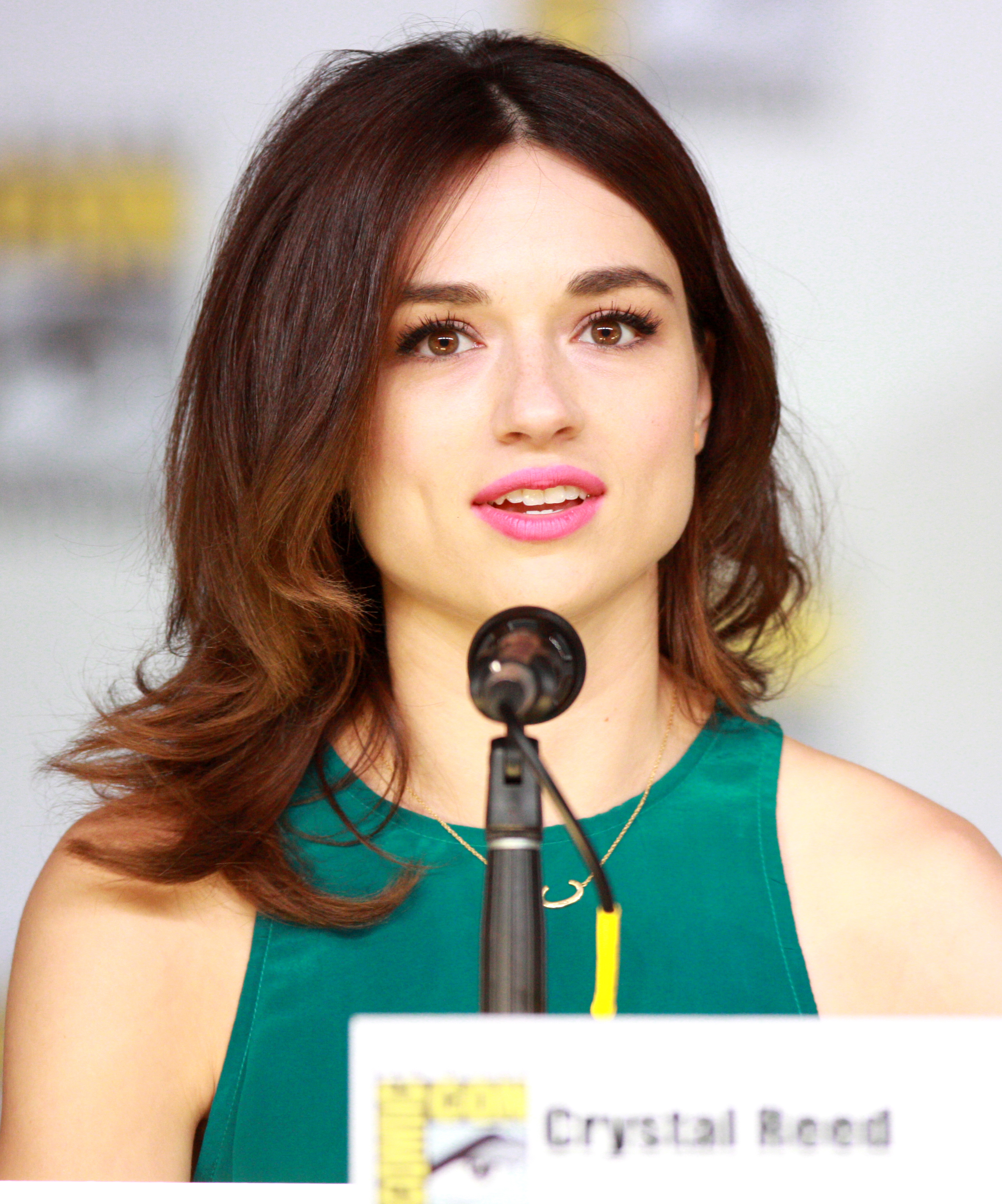
Crystal Reed interpreta Sofia Falcone nella serie televisiva Gotham.

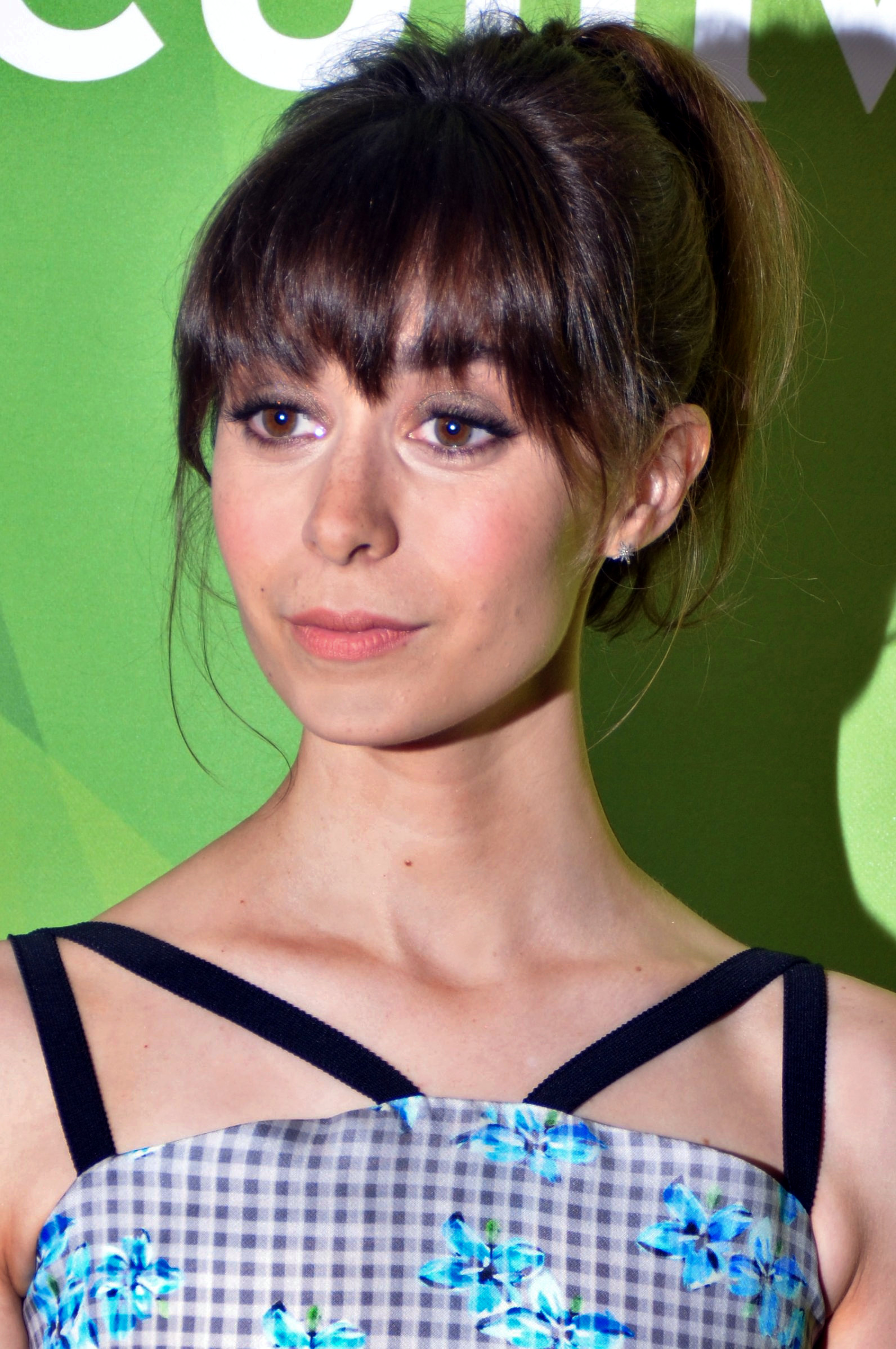
Cristin Milioti interpreta Sofia Falcone nella miniserie televisiva The Penguin.

### Televisione
- Sofia Falcone appare nella serie televisiva Gotham, interpretata da Crystal Reed, come una dei tre antagonisti principali nella quarta stagione della serie (assieme con Ra's al Ghul e Jerome Valeska). Subdola, seducente, intrigante, spietata, crudele e priva di scrupoli, mette sempre le sue ambizioni al primo posto, ha un rapporto di amore e odio col padre Carmine Falcone, ha sempre cercato la sua approvazione, infatti torna a Gotham collaborando con Jim Gordon per abbattere, su richiesta di quest'ultimo, Oswald Cobblepot, il quale ha preso il controllo della città, così da ridare alla sua famiglia il potere che un tempo esercitava sulla città e ottenere la stima di Carmine. Lei e Gordon diventano amanti, sebbene in realtà lo odia dato che ha ucciso suo fratello Mario, per cui lei provava tanto affetto. Per il suo piano, Sofia si finge amica di Cobblepot e apre un orfanotrofio; poi, sfruttando l'amicizia che Oswald ha stretto con un piccolo orfano, riesce a iniziare una guerra contro di lui. Si rivelerà colei che ha mandato in città il Professor Pyg, un folle criminale e serial killer di poliziotti corrotti, e anche la mandante dell'omicidio di suo padre, Carmine, in quanto quest'ultimo, accordandosi con Oswald, pensava di portarla via nuovamente dalla città. Orchestrando vari eventi, riesce a far rinchiudere Cobblepot ad Arkham ingiustamente, stringere un'alleanza con Victor Zsasz e uccidere Pyg. Quando Gordon, scoperto tutto ciò e pentendosi amaramente di averla condotta a Gotham, minaccia di ribellarsi a lei, Sofia aggredisce e ferisce la donna amata dal poliziotto, Leslie Thompkins (nonché sua cognata dato che era la moglie di Mario). Successivamente, grazie agli sforzi congiunti di Oswald, Gordon, Harvey Bullock, Leslie ed Edward Nygma, Sofia cade in coma dopo che Leslie le ha sparato in testa mentre era sul punto di uccidere Gordon.
- Sofia Falcone, alias Impiccato, appare anche come antagonista principale nella miniserie televisiva spin-off su HBO Max The Penguin (interpretata da Cristin Milioti), che combatte contro Oswald "Oz" Cobb (Pinguino) per il controllo di Gotham City dopo la morte di suo padre Carmine.

### Film
- Sofia Falcone è apparsa nel film d'animazione Batman: Il lungo Halloween.

### Videogiochi
- Sofia Falcone Gigante viene solo menzionata nel gioco Batman: Arkham Origins.